# Mannesmann AG
Mannesmann AG fue una corporación alemana con sede en Düsseldorf. La compañía fue fundada en 1890 originalmente para producir tubos de acero sin juntura. Fue comercializada en la bolsa de Fráncfort (símbolo tícker MMN). La compañía tenía 130.860 empleados en todo el mundo e ingresos de €23.270 millones en 1999.
Con el tiempo, Mannesmann adquirió muchas compañías y se convirtió en un conglomerado diversificado. Entre sus subsidiarias se encontraba Hartmann und Braun, que fue vendida a Elsag-Bailey que fue subsecuentemente adquirida por ABB.

## Mannesmann Arcor
Mannesmann Arcor era la segunda mayor empresa de telefonía fija e internet en Alemania. Es propiedad de Vodafone desde marzo de 2008, cuando Deutsche Bahn (18.17%) y Deutsche Bank (8.18%) vendieron sus participaciones accionariales a Vodafone.

## D2 Mannesmann
Mannesmann operaba la segunda mayor red de telefonía móvil en Alemania conocida como D2 Mannesmann. En 1990 fue fundada Mannesmann Mobilfunk, siendo el principal competidor del operador dominante en Alemania, T-Mobile propiedad de Deutsche Telekom, también conocida como D1.

## Adquisición por Vodafone
Mannesmann fue adquirida por Vodafone Group Plc. en 2000 en un cambio de acciones libre de impuestos de 53,7 acciones de Vodafone por cada una de Mannesmann. Esto fue una toma de control controvertida ya que nunca antes en Alemania una gran empresa había sido adquirida por un propietario extranjero. Fue una operación de adquisición hostil pero la fusión fue respaldada en un acuerdo en privado entre los gestores de Mannesmann y Vodafone. La adquisición fue liderada por el jefe ejecutivo de Vodafone, Chris Gent, y Scott Mead de Goldman Sachs, quien era entonces el jefe asesor del acuerdo.

### Renombrado de la marca a Vodafone
El nombre de Mannesmann cesó de existir en la rama de telecomunicaciones poco después del acuerdo con Vodafone. Como resultado:
Mannesmann Arcor se convirtió en Arcor y finalmente en Vodafone D2
D2 Mannesmann se convirtió en D2 Vodafone y finalmente en Vodafone D2
La marca "Mannesmann" todavía sobrevive en la industria del acero como parte de Salzgitter AG, Vallourec-Mannesmann o Mannesmannröhren Logistic.

## Controversia
Durante la Segunda Guerra Mundial, cuando la compañía era dirigida por el activista del Partido Nazi Wilhelm Zangen, fue utilizado trabajo esclavo en las fundiciones de acero laminado de la compañía. Zangen estuvo cuatro meses en prisión por su participación en estos hechos, aunque permaneció como una figura destacada en Mannesmann hasta su jubilación en 1966.
Implicada también en la retirada de los restos contaminados en el desastre de Seveso.